# Willems (Nord)
Willems település Franciaországban, Nord megyében. Lakosainak száma 2969 fő (2022. január 1.). Willems Villeneuve-d’Ascq, Baisieux, Chéreng, Sailly-lez-Lannoy és Tournai községekkel határos.

## Népesség
A település népessége az elmúlt években az alábbi módon változott:
| Lakosok száma | 3048 | 3025 | 3056 | 3021 | 2999 | 3048 | 3023 | 2996 | 2969 |
|               | 2013 | 2015 | 2016 | 2017 | 2018 | 2019 | 2020 | 2021 | 2022 |